# Слејден (Тенеси)
Слејден (енгл. Slayden) град је у америчкој савезној држави Тенеси.

## Демографија
По попису из 2010. године број становника је 178, што је 7 (-3,8%) становника мање него 2000. године.
| Група             | 2000.       | 2010.       |
| Белци             | 180 (97,3%) | 169 (94,9%) |
| Афроамериканци    | 1 (0,5%)    | 3 (1,7%)    |
| Азијати           | 0 (0,0%)    | 0 (0,0%)    |
| Хиспаноамериканци | 0 (0,0%)    | 4 (2,2%)    |
| Укупно            | 185         | 178         |